# Ковалинский, Дмитрий Алексеевич
Дмитрий Алексеевич Ковалинский (5 (17) сентября 1890 — 1 ноября 1920, Мелитопольский уезд, Александровская губерния) — ротмистр лейб-гвардии Уланского Его Величества полка, герой Первой мировой войны, участник Белого движения.

## Биография
Из дворян. Сын подполковника.
Окончил 1-й Московский кадетский корпус (1908) и Николаевское кавалерийское училище (1910), откуда выпущен был корнетом в лейб-гвардии Уланский Его Величества полк, в рядах которого и вступил в Первую мировую войну. Пожалован Георгиевским оружием
За то, что, находясь в разъезде с 12-ю уланами, 14 октября 1914 года в боях в районе кр. Ивангород, был обстрелян из отдельно расположенного окопа противника на 50 человек. Поручик Ковалинский атаковал этот окоп в конном строю, изрубил 8 австрийцев, а остальных 38 человек взял в плен, потеряв только 2-х лошадей. Своей атакой оказал незаменимое содействие эскадрону при взятии последним посада Зволень.
Произведен в поручики 6 декабря 1914 года «за выслугу лет», в штабс-ротмистры — 23 апреля 1916 года.
С началом Гражданской войны ротмистр Ковалинский вступил в Добровольческую армию. С октября 1918 года — в Запасном кавалерийском полку, произведен в полковники. В январе 1919 года — начальник самообороны немцев-колонистов Пришибского района и командир сводно-гвардейского дивизиона. Затем был командиром дивизиона лейб-гвардии Уланского Его Величества полка в Запасном кавалерийском полку. Весной 1919 года был назначен командиром Сводно-гвардейского кавалерийского дивизиона, а 14 декабря 1919 — командиром 2-го Сводно-гвардейского кавалерийского полка. Весной 1920 года был назначен командиром 7-го кавалерийского полка Русской армии. 10 октября 1920 года назначен командиром Гвардейского кавалерийского полка. 19 октября смертельно ранен в голову во время конной атаки у села Рождественского Мелитопольского уезда. Посмертно награждён орденом Св. Николая Чудотворца
За то, что в бою 19 октября 1920 года, получив приказание атаковать Буденого и этим облегчить создавшееся тяжелое положение наших частей, он стройно, в полном порядке, идя сам впереди полка, повел таковой в атаку. Противник, не выдержав натиска полка, сначала остановился, а затем стал отходить.
Задача, возложенная на полковника Ковалинского, выполнена им была блестяще и содеянное он запечатлел своей смертью, служа все время примером выдающейся воинской доблести, храбрости и самоотвержения.
Был похоронен в Крыму.

## Награды
- Орден Святой Анны 4-й ст. с надписью «за храбрость» (ВП 19.11.1914)
- Орден Святого Станислава 3-й ст. с мечами и бантом (ВП 19.11.1914)
- Орден Святой Анны 3-й ст. с мечами и бантом (ВП 23.02.1915)
- Орден Святого Станислава 2-й ст. с мечами (ВП 14.11.1915)
- Георгиевское оружие (ВП 7.02.1916)
- Орден Святителя Николая Чудотворца (Приказ Главнокомандующего № 249, 31 октября 1921)